# 若松ふ頭
若松ふ頭（わかまつふとう）とは、北海道函館市の港湾函館港にある埠頭である。

## 概要

### 青函航路

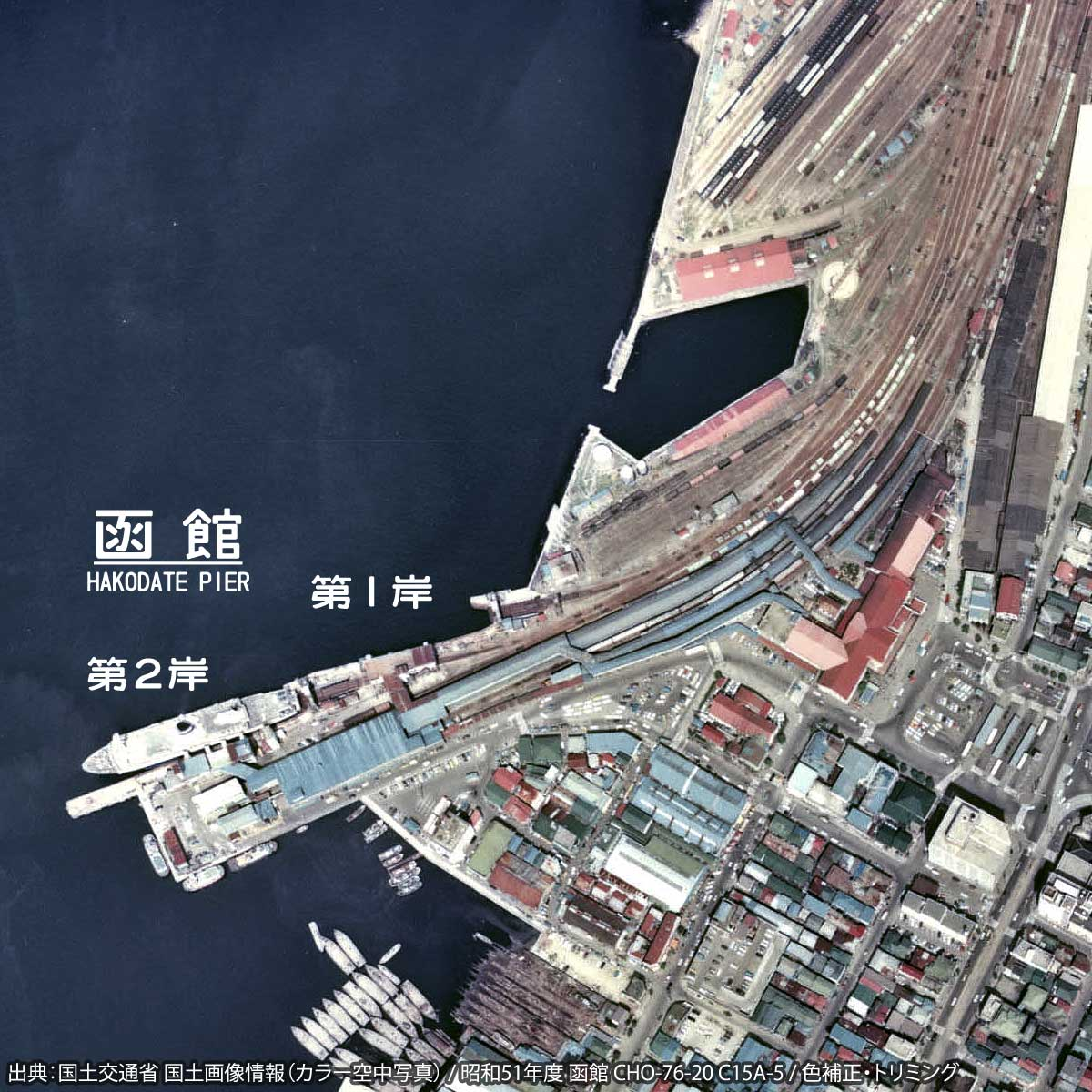
青函連絡船函館桟橋の航空写真（1976年）函館1岸および2岸

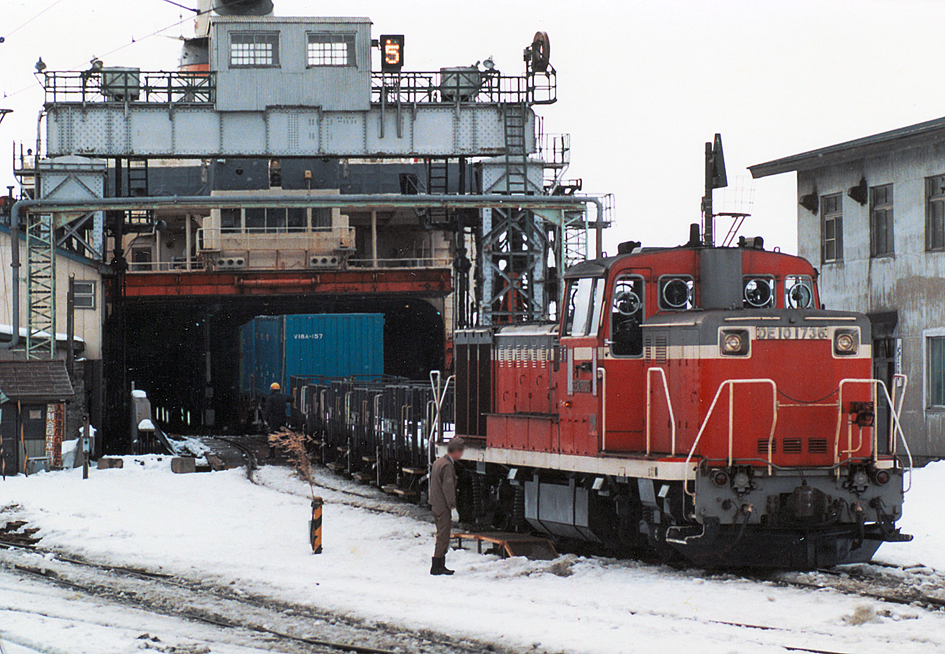
青函連絡船 十和田丸
函館駅到着後、航送車入換中の風景
（函館駅 1987年）

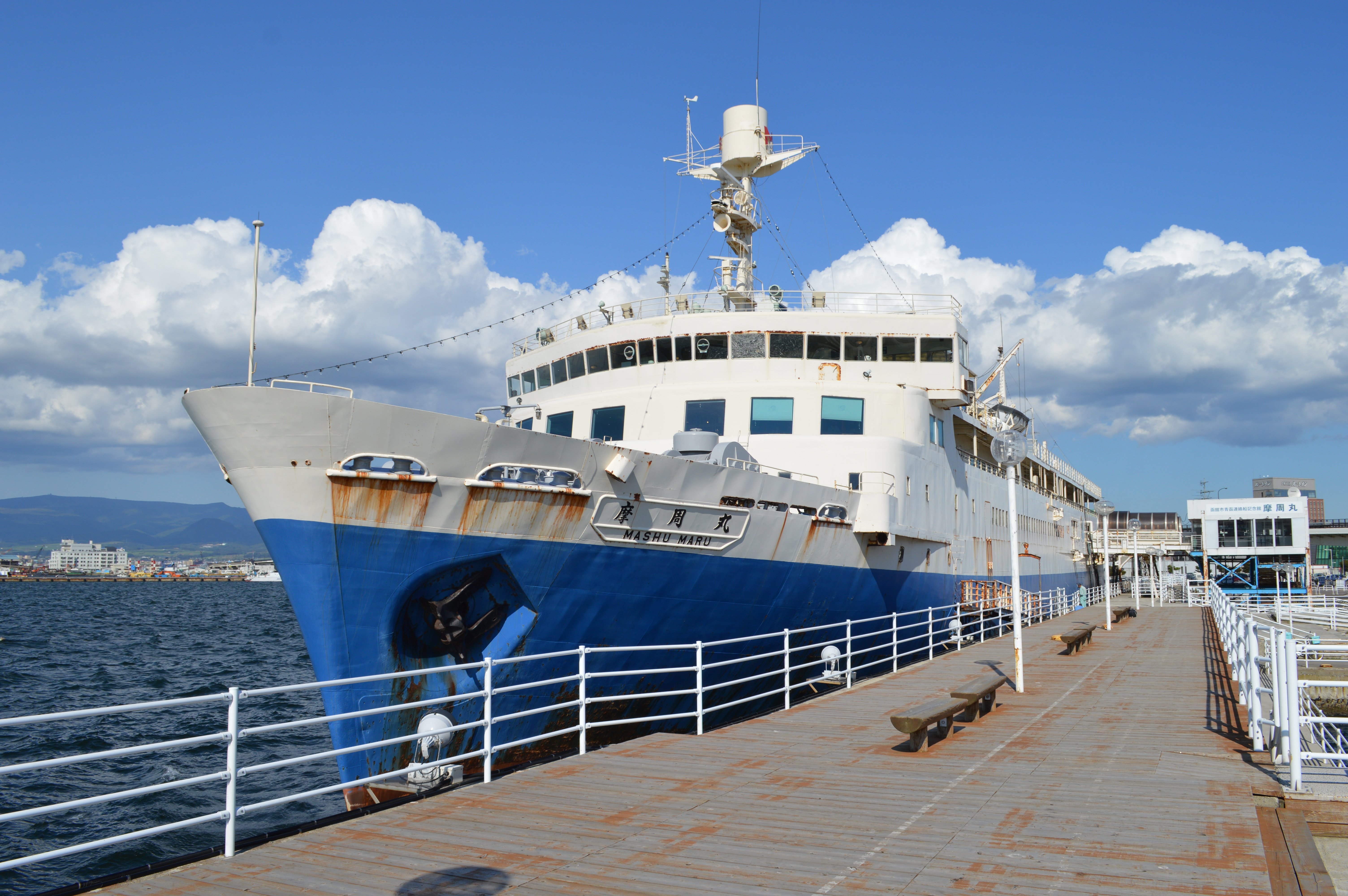
青函連絡船摩周丸（2代）

青森駅と函館駅を結んでいた鉄道連絡船「青函連絡船」桟橋として1904年（明治37年）11月函館駅構内岸壁に艀用桟橋と荷揚場、待合所が整備された。1910年（明治43年）には水深が浅いことを解決するために延長342m、幅10mのT型木造桟橋が完成し、突端に直接連絡船を着岸できるようになった。以後青函航路と共に整備されてきたが、1988年（昭和63年）9月18日に青函連絡船の暫定運航を終了し、青函航路桟橋としての役目を終えた。
空襲
太平洋戦争中の1945年（昭和20年）7月14日に空襲を受けた。北海道空襲函館空襲。
同日24時までに札幌の北部軍管区司令部が確認し関係機関へ打電した被害報告によると函館桟橋駅が大破、第二架道橋が中破、桟橋駅裏の用品庫に爆弾が2発命中し防空壕の中にいた鉄道員2名および郵便局員25名が埋没した。
『函館市史資料集第35集 戦災資料（1959年）』によると駅構内に投下された爆弾により札幌鉄道郵便局局員23名は郵便物の積下し作業中に死亡と書かれている。
市内称名寺にある慰霊碑（函館空襲を記録する会が2009年建立）によると、函館駅・桟橋構内で勤務中の札幌鉄道郵便局函館郵便室の職員が殉職した。
元函館駅長の堀井などによると、6月27日にアメリカ軍の航空機が飛来し、照明弾1発投下と空襲予告ビラの散布が行われた。津軽要塞御殿山第一砲台防空監視哨の小西上等兵によると、ビラには航空機が編隊で爆撃している写真と、爆撃予定都市と予定日が記載されていて、北海道は7月14日、15日で函館も対象に入っていた。
予告通り7月14日早朝アメリカ海軍第38任務部隊のF4Uコルセア艦上戦闘爆撃機50余機（市内称名寺にある函館空襲を記録する会が1989年建立した慰霊碑）が函館に来襲。
- 駅構内本線3番（当時の3番線）起点付近に爆弾1発着弾。防空壕が押しつぶされ鉄道郵便局員ら25名死亡。レールが桟橋待合室を直撃し一時使用不能
- 別の爆弾により鉄道郵便局建物が半分以上破壊、めくれ上がったレールで桟橋みかど食堂調理場も破壊された。

使用された武器はロケット弾など。

### 終航後の再開発

#### 旧青函連絡船と桟橋施設
函館シーポートプラザ
1988年（昭和63年）3月13日の青函連絡船廃止を受け、同年6月連絡船の買い取りと活用法を検討する木戸浦隆一函館市長（当時）の私的諮問機関「連絡船活用問題懇談会」が設置され、同年8月にモニュメントとして連絡船の歴史資料館と軽食喫茶施設等の併設案が現実的との報告書を木戸浦市長（当時）
に提出した。1989年（平成元年）2月、函館市は函館市議会で当ふ頭に保存されている青函連絡船摩周丸の保存活用とふ頭の再開発に取り組む基本方針を明かし、摩周丸を連絡船資料館とし、第三セクターによるショッピングとレストランを主体としたポートマートとすることを示した。
1989年（平成元年）7月にJR北海道と北海道、函館市、日本政策投資銀行、函館商工会議所、全日本空輸、新日本製鐵などの出資で第三セクター「函館シーポートプラザ」を設立した。
1990年（平成2年）7月20日に同社が連絡船乗り場の待合室棟を改装、22店舗を擁する商業施設「ピアマーケット」が開業。出店内容は北海道内の一村一品商品、雑貨や飲食店などである。翌1991年（平成3年）4月26日には同社が購入、展示船に改造を進めていた摩周丸（２代）が「メモリアルシップ摩周丸」として一般公開を開始した。
しかし、1993年（平成5年）に北海道南西沖地震で被災した影響などにより運営企業が経営不振に陥り、1995年（平成7年） 函館市とJR北海道が各5億円の無利子融資を実施したものの、2002年（平成14年）12月に摩周丸のみ函館市が購入し、2003年（平成15年）4月19日に函館市文化・スポーツ振興財団の下で博物館になった。
この間、1995年（平成7年）にはピアマーケットの出店は7店舗に激減、1997年（平成9年）4月、函館麦酒工房の地ビール製造施設兼レストラン「ビロングス」が開業、経営不振で取りやめていた摩周丸イルミネーションは1998年（平成10年）8月に5年ぶりに復活。ただし電気料は1口2000円のメッセージを添えた募金（メッセージは新聞紙上やFM放送で紹介）で賄われた。
クイーンズポート函館
2005年（平成17年）4月16日に函館経済界の有志でつくる運営会社ワールドクラシックカーミュージアム函館が北海道振興（札幌市）から購入したクラシックカーの展示を軸とする「クイーンズポート函館」としてリニューアルしたが、2008年（平成20年）3月31日に集客の伸び悩みと収益の見通しが立たなくなり閉館し、2013年（平成25年）には建物自体も解体された。

#### 青函連絡船錨とD51蒸気機関車主動輪
ふ頭では青函連絡船に使われたり試験に使われたりした錨と蒸気機関車動輪が展示されている。
- JIS型改良錨 - 1954（昭和29）年の洞爺丸台風事故の教訓で国鉄が1963（昭和37）年ごろに改良した試験錨。1992年（平成4年）に設置。
- 津軽丸 (2代)錨 - 1982年（昭和57年）同船の北朝鮮（朝鮮民主主義人民共和国）売却時にJIS型錨に付け替えた際に函館に残した錨
- 大雪丸 (2代)予備錨 - 函館駅正面口前に展示されていたものを移設
- 国鉄D51形蒸気機関車の主動輪 - 函館駅正面口前に展示されていたものを移設

#### イカモニュメント
1989年度（平成元年度）から1990年度（平成2年度）にかけてまとめられた450人の市民から631件、19団体から31件提言・アイディアをもとに、1992年度（平成4年度）から1993年度（平成5年度）にかけて、国のふるさと創生事業（ふるさと創生一億円事業、正式名称は自ら考え自ら行う地域づくり事業）の交付金の一部を活用、特産のイカをモチーフとしたイカモニュメントが総額約6,964万円で設置されたものである（ふれあいイカ広場）。

#### 函館ペリーボート競漕
1854年にペリー艦隊が箱館に入港した際に、箱館奉行が8人乗りの小舟で艦隊に向かった史実にちなんだボートレース。函館開港150周年記念事業の協賛として2009年（平成21年）に始まり、例年7月に開催。函館港まつりの協賛で開催していたが資金難などで2023年（令和5年）に廃止された。

#### クルーズ船岸壁

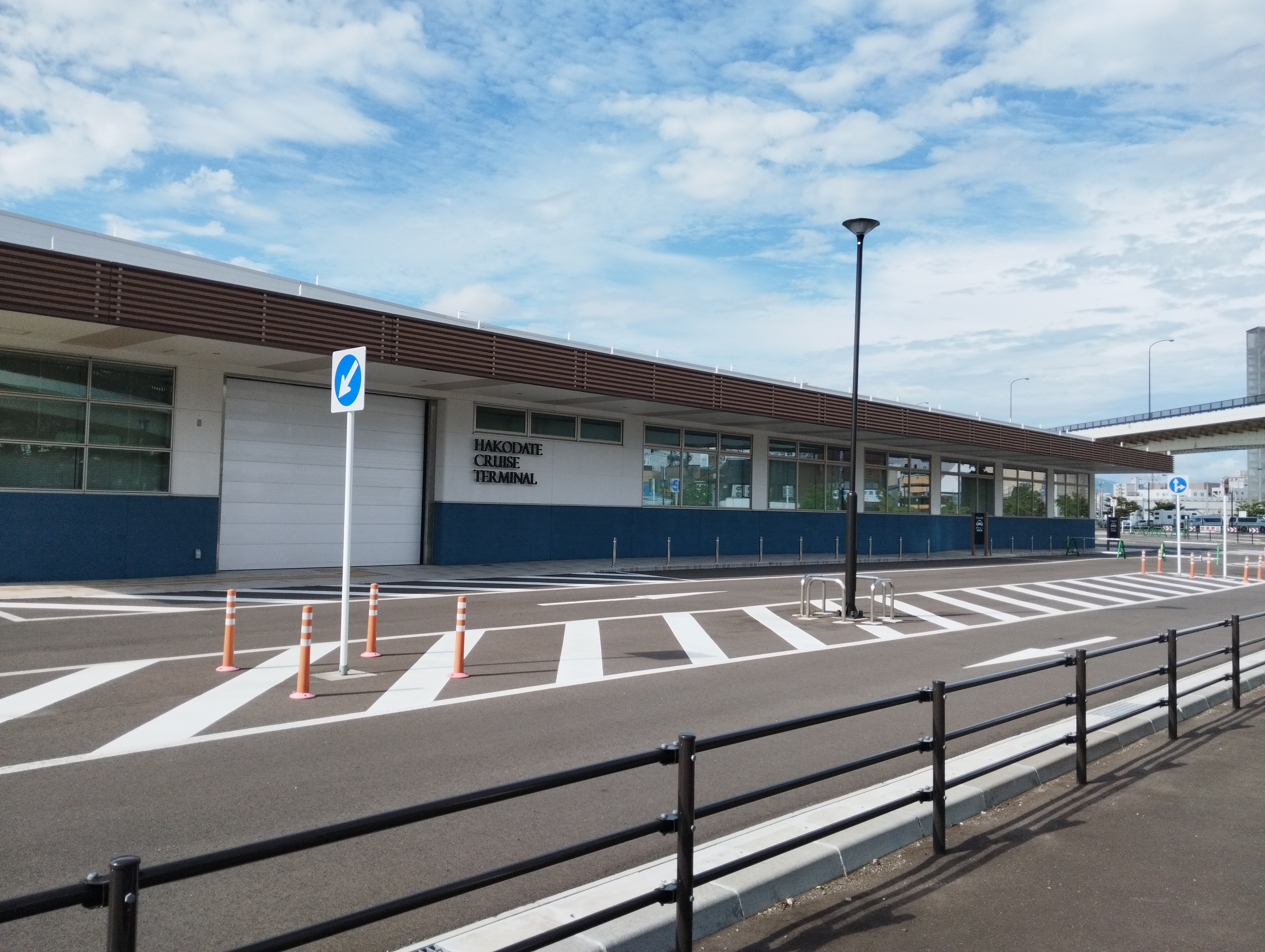
函館クルーズ船ターミナル

2018年（平成30年）にはクルーズ船岸壁として拡張、暫定供用を開始し、観光交流拠点として利用している。2022年（令和4年）9月1日に総工費約14億円をかけてクルーズ船専用ターミナル「函館クルーズ船ターミナル」が開設された。

## 年表
青函連絡船時代
- 1904年（明治37年）11月 - 青函連絡船用艀用桟橋と荷揚場、待合室設置
- 1905年（明治38年） - 艀用桟橋用防波堤完成[29]
- 1907年（明治40年）10月 - 桟橋に連絡待合所を設置。「浅田屋」が出店[30]
- 1910年（明治43年） - 青函連絡船用T型木造桟橋完成。直接乗下船が可能に
- 1921年（大正12年）10月 - 桟橋改築。「浅田屋」が桟橋構内食堂を運営する[30]
- 1925年（大正14年）10月14日 - 若松ふ頭岸壁新設工事竣工[31]
- 1934年（昭和9年）12月 - 青函連絡船と列車間の連絡時間を短縮するダイヤ改正が行われ、乗換客向け物販を「函館駅出店営業組合」が担当する[30]
- 1936年（昭和11年）8月 - 桟橋構内食堂の営業権が「浅田屋」から「みかど」に譲渡される[30]
- 1938年（昭和13年）9月 - 「日本食堂」設立。桟橋構内食堂は「みかど」と「日本食堂」の運営に移行[30]
- 1945年（昭和20年）7月14日 - 第二次世界大戦（太平洋戦争）でアメリカ軍より空襲を受ける
- 1950年（昭和25年） - 引退しふ頭岸壁に係留された青函連絡船景福丸を利用して海上ホテル開業（運営は鉄道弘済会）[32]

青函トンネル時代
- 1989年（平成元年） - 再開発で函館シーポートプラザを設立
- 1990年（平成2年）7月20日　- 函館シーポートプラザ、旧・連絡船待合室をリニューアルし商業施設「ピアマーケット」を開業させる
- 1991年（平成3年）4月26日 - 函館シーポートプラザ、博物館「メモリアルシップ摩周丸」を開設させる
- 1993年（平成5年） - 北海道南西沖地震被災
- 1995年（平成7年） - イカモニュメント設置
- 2003年（平成14年）4月19日 - 函館市青函連絡船記念館摩周丸オープン
- 2005年（平成17年）4月16日 - 「ピアマーケット」（旧・連絡船待合室）をリニューアルし「クイーンズポート函館」を開業させる
- 2008年（平成20年）3月31日 - 「クイーンズポート函館」閉鎖
- 2009年（平成21年） - 第1回函館ペリーボート競漕開催
- 2013年（平成25年） - 旧・連絡船待合室を解体

クルーズ船ターミナル時代
- 2018年（平成30年） - クルーズ船岸壁が暫定供用開始
- 2022年（令和4年）9月1日 -  函館クルーズ船ターミナル開設
- 2023年（令和5年） - 函館ペリーボート競漕廃止